# Керкленд (Іллінойс)
Керкленд (англ. Kirkland) — селище (англ. village) в США, в окрузі Декальб штату Іллінойс. Населення — 1650 осіб (2020).

## Географія
Керкленд розташований за координатами 42°5′25″ пн. ш. 88°50′55″ зх. д. / 42.09028° пн. ш. 88.84861° зх. д. (42.090164, -88.848625).  За даними Бюро перепису населення США в 2010 році селище мало площу 3,18 км², з яких 3,15 км² — суходіл та 0,03 км² — водойми.

## Демографія
Згідно з переписом 2010 року, у селищі мешкали 1744 особи в 596 домогосподарствах у складі 450 родин. Густота населення становила 549 осіб/км².  Було 642 помешкання (202/км²).
Расовий склад населення:
| - 95,0 % — білих - 0,7 % — азіатів - 0,5 % — чорних або афроамериканців - 0,4 % — корінних американців - 2,2 % — осіб інших рас |

До двох чи більше рас належало 1,1 %. Частка іспаномовних становила 7,7 % від усіх жителів.
За віковим діапазоном населення розподілялося таким чином: 30,1 % — особи молодші 18 років, 60,7 % — особи у віці 18—64 років, 9,2 % — особи у віці 65 років та старші. Медіана віку мешканця становила 33,5 року. На 100 осіб жіночої статі у селищі припадало 97,7 чоловіків;  на 100 жінок у віці від 18 років та старших — 94,1 чоловіків також старших 18 років.
Середній дохід на одне домашнє господарство  становив 67 740 доларів США (медіана — 60 000), а середній дохід на одну сім'ю — 72 664 долари (медіана — 62 115). Медіана доходів становила 51 818 доларів для чоловіків та 33 967 доларів для жінок. За межею бідності перебувало 5,5 % осіб, у тому числі 6,5 % дітей у віці до 18 років та 0,0 % осіб у віці 65 років та старших.
Цивільне працевлаштоване населення становило 749 осіб. Основні галузі зайнятості: освіта, охорона здоров'я та соціальна допомога — 17,8 %, виробництво — 13,8 %, транспорт — 12,3 %, роздрібна торгівля — 11,2 %.